# John Gardiner Calkins Brainard

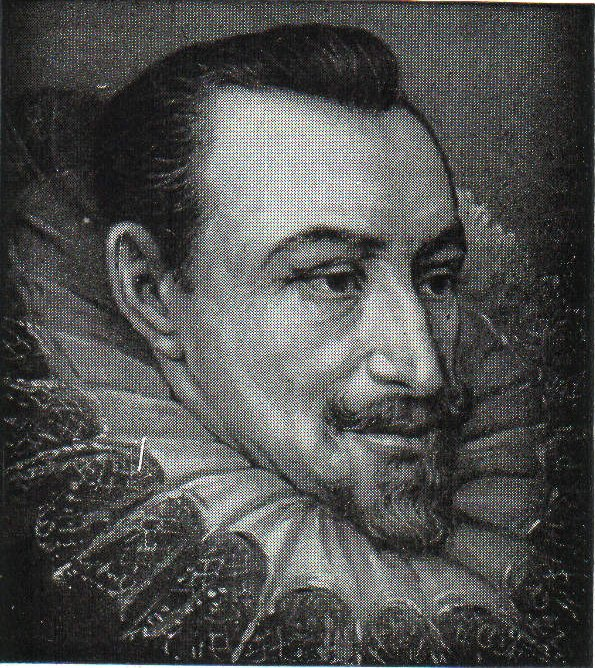
John Gardiner Calkins Brainard posługiwał się formami wersyfikacyjnymi wypracowanymi w XVI wieku przez angielskiego poetę Edmunda Spensera, autora eposu "Królowa wieszczek"

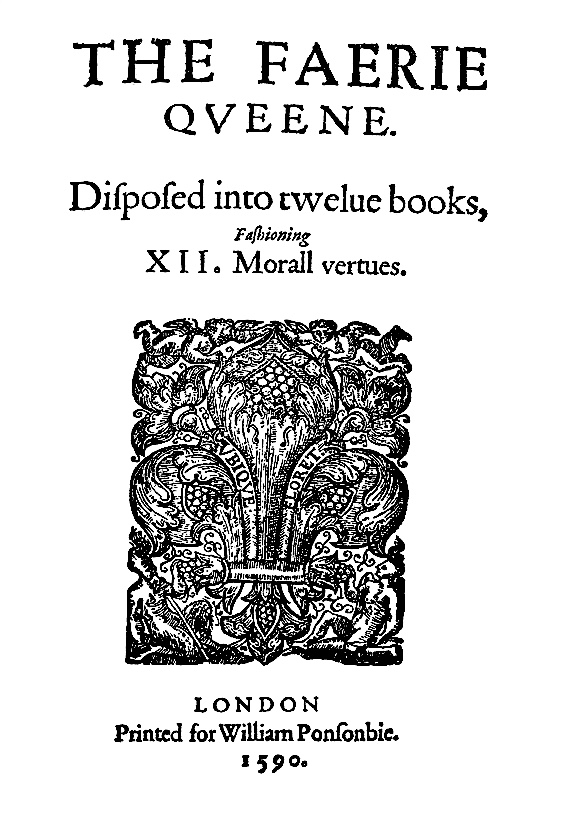
Strona tytułowa "Królowej wieszczek", obszernego poematu epickiego napisanego strofą dziewięciowersową rymowaną ababbcbcc

John Gardiner Calkins Brainard (ur. 21 października 1796 w New London w stanie Connecticut, zm. 26 września 1828 tamże. Tak samo jak ojciec wybrał studia prawnicze, ale porzucił karierę dla literatury. W 1815 ukończył Yale) – poeta amerykański. 

## Życiorys
W 1822 wyjechał do Hartford i objął posadę w Connecticut Mirror. W 1825 wydał tomik Occasional Pieces of Poetry. Zmarł na gruźlicę. W 1832 pośmiertnie ukazała się edycja pod tytułem Literary Remains of John G. C. Brainard, with a Sketch of his Life z przedmową Johna Greenleafa Whittiera. 

## Twórczość
Do najbardziej znanych utworów poety należą sonet (realizujący model sonetu spenserowskiego), zatytułowany Sonnet to the Sea Serpent, poemat The Good Samaritan i wiersze 
The Deep, The Fall of Niagara, Epithalamium i Mr. Merry’s Lament for “Long Tom”. Brainard napisał też (dziewięciowersową strofą spenserowską) epicki fragment Jerusalem.
Four lamps were burning o'er two mighty graves—
Godfrey's and Baldwin's — Salem's Christian kings;
And holy light glanced from Helena's naves,
Fed with the incense which the Pilgrim brings,—
While through the pannelled roof the cedar flings
Its sainted arms o'er choir, and roof, and dome,
And every porphyry-pillared cloister rings
To every kneeler there its "welcome home,
As every lip breathes out, "O Lord, thy kingdom come."